# Liste der Träger des Ekushey Padak
In dieser Liste sind chronologisch Träger des bangladeschischen Verdienstordens Ekushey Padak angeführt. Die Kurzbemerkung nach dem Namen soll den Grund beziehungsweise die Funktion der Person ersichtlich machen.

## 1976
- Kazi Nazrul Islam (Literatur)
- Ibrahim Khan (Literatur)
- Muhammad Qudrat-i-Khuda (Bildung)
- Sufia Kamal (Literatur)
- Abul Kalam Shamsuddin (Literatur)
- Abdus Salam (Journalismus)
- Tofazzal Hossain Manik Miah (Journalismus)

## 1977
- Shamsur Rahman (Literatur)
- Abdul Alim (Musik)
- Gaffar Chowdhury (Literatur)
- Altaf Mahmud (Musik)
- Rashid Chowdhury (Malerei)

## 1978
- Ahsan Habib (Literatur)
- Nurul Momen (Literatur)

## 1979
- Azizur Rahman (Literatur)
- Abdul Latif (Musik)
- Enamul Haque (Bildung)

## 1980
- Abul Hussain (Literatur)
- Murtaza Bashir (Malerei)
- Rahat Khan (Literatur)

## 1981
- Obayedul Huq (Journalismus)
- Mustafa Nurul Islam (Literatur)
- Abdul Halim Chowdhury (Musik)

## 1982
- Abul Hasan (posthum für Literatur)

## 1983
- Syed Waliullah (posthum für Literatur)
- Abujafar Shamsuddin (Literatur)
- Shawkat Osman (Literatur)
- Syed Ali Ahsan (Literatur)

## 1984
- Rashid Karim (Literatur)
- Syed Shamsul Haq (Literatur)

## 1985
- Anisuzzaman (Literatur)
- Abdullah Al-Muti (Wissenschaft)
- Abu Jafar Obaydullah (Literatur)
- Gazi Shamsur Rahman (Literatur)
- Syed Jahangir (Malerei)

## 1986
- Qayyum Chowdhury[1][2]
- Alauddin Al Azad (Literatur)
- Sheikh Mohammed Sultan (Malerei)
- Askar Ibne Shaikh (Literatur)
- Mobarak Hossain Khan (Musik)
- Dhir Ali Miah (Musik)

## 1987
- Abu Hena Mostafa Kamal (Musik)
- Ahmed Humayun (Journalismus)
- Al Mahmud (Literatur)
- Jahanara Arzu (Literatur)
- Mohammad Moniruzzaman (Literatur)
- Principal Abul Kashem (Bildung)
- Mohammed Abu Naser (Bildung)

## 1988
- Ashraf Siddique (Literatur)
- Fazal Shahabuddin (Literatur)

## 1989
- Razia Mazid (Literatur)
- Shahed Ali (Literatur)

## 1990
- Shawkat Ali (Literatur)

## 1991
- Ahmed Sharif (Bildung)
- A .M. Harun-ar-Rashid (Wissenschaft)
- A. F. Salahuddin Ahmed (Bildung)
- Kabir Chowdhury (Literatur)
- Foyez Ahmad (Literatur)
- Sanzida Khatun (Literatur)

## 1992
- Mobashwer Ali (Bildung)

## 1993
- Ataus Samad (Journalismus)

## 1994
- Humayun Ahmed (Literatur)

## 1995
- Ahmad Rafiq (Literatur)
- Shykh Seraj (Journalismus)

## 1996
- Mohammad Kamruzzaman (Fotografie)
- Mostafa Zaman Abbasi (Musik)
- Sirajul Islam Chowdhury (Bildung)

## 1997
- Abu Ishak (Literatur)
- Momtazuddin Ahmed (Drama)
- Razia Khan (Literatur)
- Shantosh Gupta (Journalismus)

## 1998
- Ranesh Das Gupta (Literatur)

- Akhtaruzzaman Ilias (Literatur)
- Rokanuzzaman Khan (Journalismus)
- Abul Kashem Sandwip (Journalismus)
- Ferdousi Mazumder (Theater)
- Mahbuba Rahman (Musik)

## 1999
- Abul Kashem Sandwip (Bildung)
- Abdur Rakib Khandakar (Sport)

## 2000
- Abdul Jabbar (posthum für seine Rolle in der Bengalischen Sprachbewegung)
- Abdus Salam (posthum für seine Rolle in der Bengalischen Sprachbewegung)
- Abul Barkat (posthum für seine Rolle in der Bengalischen Sprachbewegung)
- Rafiq Uddin Ahmed (posthum für seine Rolle in der Bengalischen Sprachbewegung)
- Ekhlasuddin Ahmed (Literatur)

## 2001
- Shah Abdul Karim (Komponist)
- Abdul Matin (posthum für seine Rolle in der Bengalischen Sprachbewegung)

## 2004
- Mustafa Manwar (Kunst)
- Mohammad Moniruzzaman Mia (Bildung)
- Wakil Ahmed (Forschung)
- Farida Hossain (Literatur)
- Nilufar Yasmin (posthum für Musik)
- Moniruzzaman Monir (Musik)
- Nawab Faizunnesa (posthum für Sozialarbeit)
- Zobaida Hannan (Sozialarbeit)
- AZM Enayetullah Khan (Journalismus)
- Chashi Nazrul Islam (Film)[3]

## 2005
- Sofiur Rahman (posthum für seine Rolle in der Bengalischen Sprachbewegung)
- Iqbal Mahmud (Bildung)
- Abu Saleh (Literatur)

## 2006
- Jasimuddin Ahmed (Bildung)
- Shukomol Barua (Bildung)
- Anwara Begum (Bildung)
- M. Asaduzzaman (Bildung)
- Abul Kalam Monjur Morshed (Literatur)
- Md. Mustafa Nur Ul Islam (Literatur)
- Hamiduzzaman Khan (Kunst)
- Begum Rawshan Ara Mustafiz (Musik)
- Anwaruddin Khan (posthum für Musik)
- Fatema-tuz Zohra (Musik)
- Gaziul Hasan Khan (Journalismus)
- Shahadat Chowdury (posthum für Journalismus)
- Aftab Ahmed (Fotografie)

## 2007
- Muhammad Habibur Rahman (Literatur)
- Mohammad Mahfuzullah (Literatur)
- Anwar Pervez (posthum für Musik)
- Kalim Sharafi (Musik)
- Manzoor Alam Beg (posthum für Fotografie)
- Selim Al Deen (Theater)

## 2008
- Nazma Chowdhury (Forschung)
- Khandaker Nurul Alam (Musik)
- Waheedul Haq (posthum für Musik)
- Shyam Sundar Baishnab (posthum für Musik)
- Shefali Ghosh (posthum für Musik)
- Muzaffar Ahmed (Wirtschaft)
- Muzaffer Ahmad (Bildung)
- Khaleq Nawaj Khan (Literatur)
- Zohra Begum Kazi (posthum für Sozialarbeit)
- Dilwar Khan (Literatur)

## 2009
- Borhan Uddin Khan Jahangir (Bildung)
- Syed Anwar Hossain (Forschung)
- Mahbub Ul Alam Chowdhury (posthum für seine Rolle in der Bengalischen Sprachbewegung)
- Ashraf Uz Zaman (posthum für Journalismus)
- Begum Bilkis Nasir Uddin (Musik)
- Manik Chandra Shaha (posthum für Journalismus)
- Humayun Kabir Balu (posthum für Journalismus)
- Selina Hossain (Literatur)
- Shamsuzzaman Khan (Forschung)
- Quazi Kholiquzzaman (Armutsbekämpfung)
- Muhammad Rafi Khan (Sozialarbeit)
- Monsur Ul Karim (Kunst)
- Ramendu Majumdar (Theater)[4]

## 2010
- Golam Moula (posthum für seine Rolle in der Bengalischen Sprachbewegung)
- Mohammad Rafiq (Literatur)
- Sayeed Ahmed (posthum für Literatur)
- Helena Khan (Literatur)
- Muntassir Mamoon (Forschung)
- ASHK Sadik (posthum für soziale Verdienste)
- Sangharaj Jyotipal Mohathero (posthum als Freiheitskämpfer)
- Hanif Sanket (für soziale Verdienste)
- Partha Pratim Majumdar (Schauspiel)
- Nasiruddin Yousuff (Film)
- AKM Abdur Rouf (Schauspiel) (posthum)
- Imdad Hossain (Schauspiel)
- Ahmed Imtiaz Bulbul (Musik)
- Begum Laila Hasan (Schauspiel)
- Mohammad Alam (posthum für Journalismus)[5]

## 2011
- Shawkat Ali (posthum für seine Rolle in der Bengalischen Sprachbewegung)
- Mosharef Uddin Ahmed (posthum für seine Rolle in der Bengalischen Sprachbewegung)
- Ustad Akther Sadmani (posthum für Kunst)
- Abdul Haq Chowdhury (posthum für Forschung)
- Amanul Haq (für seine Rolle in der Bengalischen Sprachbewegung)
- Baul Karim Shah (Kunst)
- Josna Biswas (Kunst)
- Nurjahan Begum (Journalismus)
- Al Haj Md Abul Hashem (Sozialarbeit)
- Md Hares Uddin (Polan Sarker) (Sozialarbeit)
- Mohammed Delwar Hossain (Sozialarbeit)
- Shaheed Quaderi (Literatur)
- Abdul Haq (Literatur)[6]

## 2012
- Tareque Masud (posthum für Kunst)
- Mobinul Azim (Kunst)
- Humayun Azad (posthum für Literatur)
- Ashfaque Munier (Journalismus)
- Ehtesham Haydar Chowdhury (Journalismus)
- Mamotaz Begum (posthum für ihre Rolle in der Bengalischen Sprachbewegung)
- Abul Khair Nazmul Karim (Bildung)
- Monsur Alam Khan (Bildung)
- Ajoy Kumar Roy (Bildung)
- Karunamaya Goswami (Kunst)
- Mamunur Rashid (Kunst)
- Inamul Haque (Kunst)
- Shuddhananda Mahather (Sozialarbeit)
- Habibur Rahman Milan (Journalismus)
- Baren Chakraborthi (Wissenschaft)[7]

## 2013
- MA Wadud (posthum für seine Rolle in der Bengalischen Sprachbewegung)[8]
- Ajit Kumar Guha (posthum für seine Rolle in der Bengalischen Sprachbewegung)
- Mohammad Kamruz-zaman (posthum für seine Rolle in der Bengalischen Sprachbewegung)
- Tofazzal Hossain (für seine Rolle in der Bengalischen Sprachbewegung)
- Enamul Hoque Mostafa Shahid (Freiheitskämpfer)
- Nurjahan Murshid (posthum für Sozialarbeit)
- Samson H. Chowdhury (posthum für Sozialarbeit)
- Rafiq Azad (Literatur)
- Asad Chowdhury (Literatur)
- Kaderi Kibria (Kunst)
- Jamaluddin Hossain (Kunst)
- Charon Kobi Bijoy Sarkar (posthum für Kunst)
- Udichi Shilpi Goshthi (Kunst)

## 2014
- Badrul Alam (posthum für seine Rolle in der Bengalischen Sprachbewegung)
- Shamsul Huda (posthum für seine Rolle in der Bengalischen Sprachbewegung)
- SM Solaiman (posthum für Kunst)
- Samarjit Roy Chowdhury (Kunst)
- Ramkanai Das (Kunst)
- Keramat Maula (Kunst)
- Golam Sarwar (Journalismus)
- Enamul Huq (Forschung)
- Anupam Sen (Bildung)
- Abdus Shakur (posthum für Literatur)
- Jamil Chowdhury (Literatur)
- Belal Chowdhury (Literatur)
- Rashid Haidar (Literatur)
- Biprodas Barua (Literatur)
- Mojibur Rahman (Sozialarbeit)

## 2015
- Pearu Sardar (posthum für seine Rolle in der Bengalischen Sprachbewegung)
- Mujibur Rahman Devdas (Freiheitskämpfer)
- Dwijen Sharma (Literatur)
- Mohammad Nurul Huda (Literatur)
- M. A. Mannan (Bildung)
- Sanat Kumar Saha (Bildung)
- Abul Kalam Mohammed Zakaria (Forschung)
- Kamal Lohani (Journalismus)
- Faridur Reza Sagar (Medien)
- Abdur Rahman Boyati (posthum für Kunst)
- Abul Hayat (Kunst)
- ATM Shamsuzzaman (Kunst)
- Jharna Dhara Chowdhury (Sozialarbeit)
- Srimat Sattyaprio Mohather (Sozialarbeit)
- Arup Ratan Choudhury (Sozialarbeit)

## 2016
- Kazi Ebadul Haque (für seine Rolle in der Bengalischen Sprachbewegung)
- Sayed Haider (für seine Rolle in der Bengalischen Sprachbewegung)
- Syed Golam Kibria (posthum für seine Rolle in der Bengalischen Sprachbewegung)
- Jashimuddin Ahmed (für seine Rolle in der Bengalischen Sprachbewegung)
- Jahanara Ahmed (Film)
- Amaresh Roy Chowdhury (Musik)
- Shaheen Samad (Musik)
- Amanul Haque (Kunst)
- Kazi Anwar Hossain (posthum für Kunst)
- Mafidul Haque (Kunst)
- Toab Khan (Journalismus)
- ABM Abdullah (Forschung)
- Mongsen Ching Monsin (Forschung)
- Jyoti Prakash Dutta (Literatur)
- Hayat Mahmud (Literatur)
- Habibullah Siraji (Literatur)

## 2017
- Sharifa Khatun (für ihre Rolle in der Bengalischen Sprachbewegung)
- Shushama Das (Musik)
- Julhas Uddin Ahmed (Musik)
- Ustad Azizul Islam (Musik)
- Tanvir Mokammel (Film)
- Syed Abdullah Khalid (Kunst)
- Sara Zaker (Schauspiel)
- Abul Momen (Journalismus)
- Syed Akram Hossain (Forschung)
- Alamgir Muhammad Serajuddin (Bildung)
- Jamilur Reza Choudhury (Wissenschaft)
- Mahmud Hassan (Sozialarbeit)
- Omar Ali (Literatur)
- Sukumar Barua (Literatur)
- Swadesh Roy (Journalismus)
- Shamim Ara Nipa (Kunst)
- Rahmatullah Al Mahmud Selim (Musik)

## 2018
- AZ Muhammad Takiullah (posthum für seine Rolle in der Bengalischen Sprachbewegung)
- Mirza Mazharul Islam (für seine Rolle in der Bengalischen Sprachbewegung)
- Sheikh Sadi Khan (Musik)
- Shujeo Shyam (Musik)
- Indra Mohan Rajbongshi (Musik)
- Khurshid Alam (Musik)
- Motiul Haque Khan (Musik)
- Minu Haque (Tanz)
- Humayun Faridi (Schauspiel)
- Nikhil Sen (Drama)
- Kalidas Karmakar (Kunst)
- Golam Mostofa (Fotografie)
- Ranesh Moitro (Journalismus)
- Zulekha Haque (Forschung)
- Mainul Islam (Wirtschaft)
- Ilias Kanchan (Sozialarbeit)
- Syed Manzoorul Islam (Sprache und Literatur)
- Saiful Islam Khan (Poet Hayat Saef) (Sprache und Literatur)
- Subrata Barua (Sprache und Literatur)
- Robiul Hussain (Sprache und Literatur)
- Khalekdad Chowdhury (Sprache und Literatur)

## 2019
- Halima Khatun (posthum für ihre Rolle in der Bengalischen Sprachbewegung)
- Golam Arif Tipu (für seine Rolle in der Bengalischen Sprachbewegung)
- Monowara Islam (für ihre Rolle in der Bengalischen Sprachbewegung)
- Subir Nandi (Musik)
- Azam Khan (posthum, Musik)
- Khairul Anam Shakil (Musik)
- Lucky Enam (Schauspiel)
- Suborna Mustafa (Schauspiel)
- Liaquat Ali Lucky (Schauspiel)
- Sayeda Khanam (Fotografie)
- Jamal Uddin Ahmed (Kunst)
- Khitindra Chandra Baishya (Freiheitskämpfer)
- Biswajit Ghosh (Forschung)
- Mahbubul Haque (Forschung)
- Pranab Kumar Barua (Bildung)
- Rizia Rahman (Sprache und Literatur)
- Imdadul Haq Milon (Sprache und Literatur)
- Ashim Saha (Sprache und Literatur)
- Anwara Syed Haq (Sprache und Literatur)
- Mainul Ahsan Saber (Sprache und Literatur)
- Harishankar Jaladas (Sprache und Literatur)[9]

## 2020
- Aminul Islam Badsha (posthum für seine Rolle in der Bengalischen Sprachbewegung)
- Begum Dalia Nowshin (Musik)
- Shangkar Roy (Musik)
- Mita Haque (Musik)
- Golam Mostafa Khan (Tanz)
- SM Mohsin (Schauspiel)
- Farida Zaman (Kunst)
- Haji Aktar Sardar (posthum als Freiheitskämpfer)
- Mesbahul Haque (Freiheitskämpfer)
- Abdul Jabbar (Freiheitskämpfer)
- Zafar Wazed (Journalismus)
- Jahangir Alam (Forschung)
- Allama Syed Mohammad Saifur Rahman (Forschung)
- Bikiron Prasad Barua (Bildung)
- Shamsul Alam (Wirtschaft)
- Sufi Mohammad Mizanur Rahman (Wohlfahrt)
- Nurun Nabi (Sprache und Literatur)
- Sikder Aminul Haque (posthum für Sprache und Literatur)
- Nazmun Nesa Peyari (Sprache und Literatur)
- Sayeba Akhter (Medizin)
- Bangladesh Fish Research Institute (Forschung)[10]